# 本川内駅
本川内駅（ほんかわちえき）は、長崎県西彼杵郡長与町本川内郷にある九州旅客鉄道（JR九州）長崎本線（長与支線）の駅である。

## 歴史
1943年（昭和18年）10月1日に信号場として開設された。この時点での読みは「ほんがわち」であった。1944年（昭和19年）からは信号場のままで旅客乗降を取り扱っていた記録がある。1952年（昭和27年）6月1日に旅客駅となり、この際に読みが「ほんかわち」となった。鉄道小荷物の取り扱いも行われていたが、1974年（昭和49年）3月5日にこの扱いは廃止となった。
2002年（平成14年）3月23日のダイヤ改正の際にワンマン運転が実施されることになり、実施前は大草駅 - 長与駅間を13分15秒で運転していたのが、ワンマン運転を実施すると当駅のスイッチバックのために運転士のエンド交換が必要となり、同じ区間で16分45秒かかるようになると見込まれた。このためスイッチバックを解消することが必要となり、同年3月9日に勾配区間に設置した新しいプラットホームを使用開始してスイッチバックを廃止した。これにより同じ区間の運転所要時間は11分15秒と2分短縮された。

### 年表
- 1943年（昭和18年）10月1日：鉄道省の本川内信号場（ほんがわちしんごうじょう）として開設[2]。
- 1952年（昭和27年）6月1日：本川内駅（ほんかわちえき）に昇格。旅客駅、荷物扱いあり[2]。
- 1974年（昭和49年）3月5日：荷物扱い廃止[2]。駅員無配置駅となる[4]
- 1987年（昭和62年）4月1日：国鉄分割民営化により、JR九州に移管[2]。
- 2002年（平成14年）3月9日：スイッチバック廃止[3]。
- 2012年（平成24年）12月1日：ICカード「SUGOCA」の利用を開始[5]。

## 駅構造
単式ホーム1面1線を有する地上駅。かつては通過可能型のスイッチバック式信号場であった。当駅付近の本線は、諫早方から長崎方へ向かって20‰下り勾配が続いていたが、スイッチバック廃止のために本線上にホームを設置することになり、線路を扛上して全長137mに渡って10‰勾配に緩和し、ここに沿って全長112mの新しいホームが建設された。この10‰勾配区間より長崎方が273mに渡って25‰勾配となることで元の線路に取付くようにされた。
スイッチバックの分岐器等の主要施設は、使用停止後も存置されていたが、2018年12月頃から撤去工事が開始された。

古い木造駅舎が大草駅寄りに残る。無人駅で、自動券売機が設置されている。

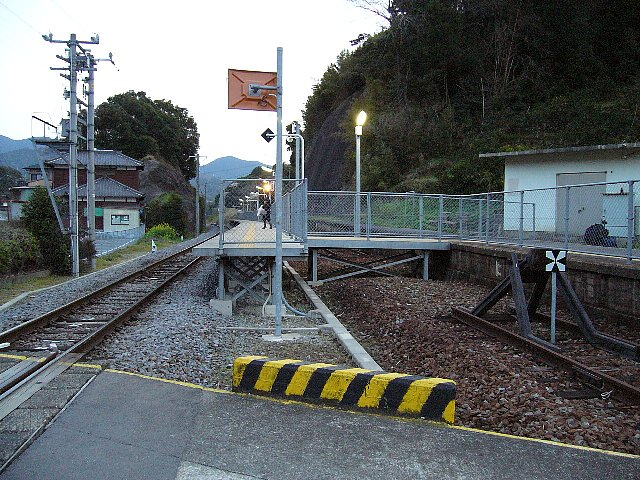
左が現ホーム、右が旧ホーム跡。スイッチバック駅だったことが分かる

## 利用状況
- 2010年度の1日平均乗車人員は75人（前年度比+1人）である[7]。
- 2017年度分から非公表。

| 乗車人員推移 | 乗車人員推移 |
| 年度         | 1日平均人数  |
| ------------ | ------------ |
| 2001         | 86           |
| 2002         | 77           |
| 2003         | 79           |
| 2004         | 69           |
| 2005         | 72           |
| 2006         | 75           |
| 2007         | 76           |
| 2008         | 75           |
| 2009         | 74           |
| 2010         | 75           |
| 2011         | 74           |
| 2012         | 78           |
| 2013         | 84           |
| 2014         | 81           |
| 2015         | 81           |
| 2016         | 81           |

## 駅周辺
- 長与ダム
- 長与町立洗切小学校
- 長崎バス本川内停留所（長崎新地ターミナル方面・琴の尾登口方面） - 駅から徒歩1分。

## 隣の駅
九州旅客鉄道（JR九州）
■長崎本線（長与支線）
大草駅 - 本川内駅 - 長与駅